# Odontomachus fulgidus
Odontomachus fulgidus es una especie de hormiga del género Odontomachus, familia Formicidae. Fue descrita científicamente por Wang en 1993.
Se distribuye por China. Se ha encontrado a elevaciones de hasta 1921 metros. Habita en la hojarasca.